# Herbert Jankuhn
Herbert Jankuhn (* 8. August 1905 in Angerburg in Ostpreußen; † 30. April 1990 in Göttingen) war ein deutscher Prähistoriker. Er prägte maßgeblich die Methoden der modernen Siedlungsarchäologie. In der Zeit des Nationalsozialismus war Jankuhn führendes Mitglied des SS-Ahnenerbe. Nach dem Zweiten Weltkrieg war er Professor an der Universität Göttingen und Mitherausgeber des Reallexikons der Germanischen Altertumskunde.

## Leben bis 1933
Der Name Jankuhn ist abgeleitet von litauisch „Jankunas“ („Sohn des Johannes“). Der Großvater Wilhelm Jankuhn besuchte Karalene, ein Lehrerseminar für litauischsprachige Grundschullehrer, und unterrichtete danach im Memelland. Von ihm ist ein Beitrag für den Deutschen Sprachatlas, ein Wenkerbogen für den Ort Trakseden, in litauischer Sprache erhalten.
Herbert Jankuhn wurde als Sohn des späteren Studienrates Hugo Jankuhn geboren. Seine Mutter war eine geborene Jedamski und stammte aus Masuren. Nach Jankuhns eigenen Aussagen wuchs er in einem national orientierten, konservativen Elternhaus auf.
Jankuhn besuchte die Königliche Litthauische Provinzialschule in Tilsit und studierte danach Geschichte, Vorgeschichte, Germanistik, Philosophie und Leibesübungen in Königsberg, Jena und Berlin. Sein wichtigster Lehrer war Max Ebert, bei dem er sowohl in Königsberg als auch in Berlin studierte. Auch Carl Schuchhardt beeinflusste ihn maßgeblich. 1931 promovierte er an der Friedrich-Wilhelms Universität zu Berlin mit einer Arbeit zu den Gürtelgarnituren der älteren römischen Kaiserzeit im Samland. In Grabungstechniken unterwiesen ihn vor allem Wilhelm Unverzagt und Schuchhardt, die ihn 1930 an das Kieler Museum vaterländischer Alterthümer empfahlen, für das Jankuhn im folgenden Jahr die Leitung der Grabungen in Haithabu übernahm.
1931 trat Jankuhn der von Alfred Götze, ab 1933 von Hans Reinerth geleiteten Gesellschaft für Deutsche Vorgeschichte bei, jener Einrichtung, die sich im Jahr 1934 in den Reichsbund für Deutsche Vorgeschichte umwandelte. Nach kurzer Unterbrechung in den Jahren 1932/33, in denen er als Reisestipendiat des Archäologischen Institutes des Deutschen Reiches den Balkan und den Orient bereiste sowie als Grabungsleiter an Ausgrabungen in Ägypten teilnahm, kehrte er noch 1933 nach Kiel zurück, um abermals die Leitung über die Grabungen in Haithabu zu übernehmen.

## Im Nationalsozialismus

### Karriere bis 1937
Unmittelbar nach seiner Rückkehr trat Jankuhn der SA bei und wurde Mitglied der Sektion Fachgruppe Vorgeschichte im völkisch gesinnten, antisemitischen Kampfbund für deutsche Kultur, der später in den Reichsbund für Deutsche Vorgeschichte überführt wurde. Im folgenden Jahr trat Jankuhn in den NSD-Dozentenbund ein. Gleichzeitig geriet er in einen heftigen Konflikt mit Peter Paulsen, dem Leiter der Kieler Sektion des Reichsbundes, und Hans Reinerth, der sich bis 1936 hinzog. Beide äußerten Zweifel an seiner nationalsozialistischen Gesinnung, die Jankuhn in einer Besprechung mit der Universitätsleitung ausräumen konnte. Der Rektor der Kieler Universität und der Gaudozentenführer untersagten Paulsen schließlich, sich negativ über Jankuhn zu äußern.
Von 1934 an standen die Ausgrabungen in Haithabu unter der Schirmherrschaft des Reichsführers SS Heinrich Himmler.
1935 habilitierte sich Jankuhn über Die Wehranlagen der Wikingerzeit zwischen Schlei und Treene und erhielt eine Dozentenstelle für Europäische Vorgeschichte an der Universität Kiel. Seit 1936 war er gemeinsam mit Gustav Schwantes Herausgeber der Fachzeitschrift Offa.

### Eintritt in die SS und Auswirkungen
Im Sommer 1936 bewarb Jankuhn sich um Aufnahme in die Schutzstaffel, Ende 1936 wurde er als „für die SS geeignet“'eingestuft. Dementsprechend wechselte er am 1. März 1937 von der SA zur SS (SS-Nummer 294.689), der er zunächst als SS-Mann im Stab des SS-Abschnittes XX angehörte. Zum 1. Mai 1937 trat Jankuhn der NSDAP bei (Mitgliedsnummer 3.970.135). Im darauf folgenden Jahr wurde er Mitglied im SS-Ahnenerbe und dort stellvertretender Abteilungsleiter der Lehr- und Forschungsstätte Ausgrabungen. Damit übernahmen die SS und das Ahnenerbe offiziell die Ausgrabungen in Haithabu. Ein halbes Jahr später wurde Jankuhn mit Himmlers Unterstützung neuer Direktor des Kieler Museums vorgeschichtlicher Altertümer, kurz darauf erfolgte auf Himmlers persönliche Anweisung die Beförderung zum SS-Untersturmführer. Nachdem Jankuhn bereits 1938 auf der gemeinsamen Jahrestagung der Vereinigung der Freunde germanischer Vorgeschichte und des Ahnenerbes einen Vortrag gehalten hatte, organisierte er für Pfingsten 1939 die erste selbständige Jahrestagung des Ahnenerbes. Nach dem Ausscheiden von Hans Schleif im Jahre 1940 wurde er schließlich Leiter der Lehr- und Forschungsstelle Ausgrabungen des SS-Ahnenerbes und gleichzeitig außerplanmäßiger Professor an der Universität Kiel. Bis dahin war er bereits zum SS-Sturmbannführer befördert worden. Er leitete zunächst die Forschungsgruppe, die unter anderem den Teppich von Bayeux untersuchte. Über dieses im 11. Jahrhundert entstandene Bildwerk, das die Eroberung Englands durch die Normannen thematisiert, sprach er am 14. April 1941 vor einem Kreis von Himmlers Freunden und erneut im August 1943 vor der deutschen Akademie in Stettin.

### Kriegseinsatz
Auf eigene Initiative hin wurde Jankuhn 1940 für die SS in Norwegen tätig. Aus dieser Zeit stammt eine Notiz gegenüber den leitenden Stellen der SS über den norwegischen Archäologen Anton Wilhelm Brøgger, der in Norwegen auf die Gefahren des Nationalsozialismus in Deutschland hinwies. Jankuhn bezeichnete ihn als „nicht deutschfreundlich“, was vermutlich mit zu Brøggers Verhaftung beitrug. Außerdem denunzierte er den „juedischen Kunsthistoriker und Architekten Harry Per Fett“, damals norwegischer Reichsantiquar. Jankuhn schlug vor, ihn durch einen „zuverlässigen Norweger“ ersetzen zu lassen. 1942 wurde Jankuhn Professor an der Universität Rostock. Zwei Jahre darauf wurde er Obersturmbannführer der Allgemeinen SS sowie zum Sturmbannführer im persönlichen Stab des Reichsführers SS befördert.
Im Wintersemester 1941/42 hielt Jankuhn in Berlin im Rahmen der „Vorlesungen für das RSHA durch besondere Professoren“ Vorträge über ideologisch relevante vor- und frühgeschichtliche Themen an der Führerschule der Sicherheitspolizei und des SD in Berlin-Charlottenburg.
1941 schlug Jankuhn dem SS-Ahnenerbe die Bildung des so genannten Sonderkommandos Jankuhn vor, welches die in den diversen sowjetischen Museen befindlichen Objekte in Hinblick auf eine „germanische Kolonisation des Südostraumes“ untersuchen sollte. Diese Untersuchungen führten oftmals zum Diebstahl der interessanten Objekte und deren Entwendung nach Deutschland. Für seine Tätigkeit wurde Jankuhn eine Beförderung zum SS-Sturmbannführer Fachführer der Waffen-SS in Aussicht gestellt.
1942 wurde er nach freiwilliger Meldung der 5. SS-Panzer-Division „Wiking“ zugewiesen. Aus dieser Zeit sind diverse Dokumente vorhanden, welche die Konfiszierung von Bibliotheks- und Museumsbeständen belegen, Aktionen also, die nach der Haager Landkriegsordnung verboten waren. Die Operation endete 1943, nachdem die Panzerdivision Wiking den Rückzug aus dem Kessel von Tscherkassy antreten musste.
In der Folgezeit war Jankuhn als Dritter Generalstabsoffizier (Ic) des IV. SS-Panzerkorps unter Herbert Otto Gille aktiv an den Kriegshandlungen beteiligt, für die ihm am 9. November 1944 das Eiserne Kreuz Erster Klasse verliehen wurde.

## Seit 1945
Jankuhn wurde 1945 verhaftet und 1948 aus der Haft entlassen. Danach forcierte er seine Entnazifizierung mit falschen Angaben. So sagte er, dass er nur unter Zwang in die SS eingetreten sei und nie Mitglied in der NSDAP war. Unterstützung erhielt er von Gustav Schwantes, der aussagte, dass Jankuhn nur „in ein loses Verhältnis zur SS trat, der er nie angehörte“.
Im Jahre 1949 erhielt Jankuhn von der Schleswig-Holsteinischen Landesregierung einen Forschungsauftrag, der es ihm ermöglichte, die Grabungen in Haithabu wieder aufzunehmen. 1952 wurde er Gastprofessor an der Universität Kiel, 1956 außerordentlicher Professor sowie Direktor des Ur- und Frühgeschichtlichen Seminars an der Georg-August-Universität Göttingen. Aus dieser Professur wurde drei Jahre später ein Ordinariat, welches Jankuhn bis zu seiner Emeritierung im Jahre 1973 innehatte.
Die 1960 von ihm mitbegründete Arbeitsgemeinschaft der Ur- und Frühgeschichtsforscher in Niedersachsen wurde im Jahre 1970 zur Archäologischen Kommission für Niedersachsen umgewandelt, der er in der Folge auch vorsaß. Seit 1961 war Jankuhn Mitglied der Akademie der Wissenschaften in Göttingen. Im Jahre 1968 wurde ihm in Anerkennung seiner Verdienste um die Niedersächsische Altertumskunde das Große Verdienstkreuz des Niedersächsischen Verdienstordens verliehen. 1980 wurde er zum Ehrenmitglied der Union international d’archéologie Slave. Ein geplanter Gastauftritt an der Universität Bergen wurde ihm jedoch 1968 verweigert, weil man ihm seine unkritische Bewältigung der eigenen Vergangenheit in Norwegen übel nahm.
Jankuhn war Mitglied der Hilfsgemeinschaft auf Gegenseitigkeit der Angehörigen der ehemaligen Waffen-SS. Außerdem war er bis zu seinem Tode am 30. April 1990, neben David Irving, Marija Gimbutas und weiteren, Mitglied des Patronatkomitees der Zeitschrift Nouvelle École, einem Organ der rechtsextremen Groupement de recherche et d’études pour la civilisation européenne. Alain de Benoist würdigte ihn posthum als einen der „Väter“ dieser Zeitschrift. Inwieweit es sich bei dem Kontakt zur Nouvelle École um eine aktive Mitarbeit seinerseits oder eher um eine Inanspruchnahme seiner wissenschaftlichen Reputation durch de Benoist handelt, ist noch nicht geklärt.

## Würdigung
Die wissenschaftsgeschichtliche Rezeption Jankuhns in der forschungsgeschichtlichen Literatur ist relativ eindeutig, Jankuhn war ein Profiteur des nationalsozialistischen Machtapparates und schaffte eine steile Karriere, die ihn bis in die höchsten Ebenen verschiedener SS-Einheiten trug. Die Bewertung Jankuhns durch seinen Schüler Heiko Steuer wird kritisch gesehen. Zwar gibt er mit Bezug auf Kater zu, dass Jankuhn kein Opportunist, sondern überzeugter Nationalsozialist gewesen sei. Andererseits spielt er Jankuhns Rolle systematisch herab und bewertet die Präsenz von NS-Ideologie in Jankuhns Arbeiten als „dem Zeitgeist geschuldet“, ohne dass dieser wirklich daran geglaubt hätte.
Jankuhn gilt als einer der wichtigsten und einflussreichsten Prähistoriker Deutschlands seit Ende des Zweiten Weltkrieges.

## Schriften
- Gürtelgarnituren der älteren römischen Kaiserzeit im Samland. Dissertation. Universität Königsberg 1932. Leupold, Königsberg 1932.
- Haithabu. In: Die Heimat. Monatsschrift des Vereins zur Pflege der Natur- und Landeskunde in Nordelbingen. Bd. 43 (1933), Nr. 4, April 1933, S. 81–93 (Digitalisat).
- Schleswig-Holstein im ersten Jahrtausend unserer Zeitrechnung. In: Die Heimat. Monatsschrift des Vereins zur Pflege der Natur- und Landeskunde in Nordelbingen. Bd. 46 (1936), Heft 6, Juni 1936, S. 161–164 (Digitalisat).
- Die Wehranlagen der Wikingerzeit zwischen Schlei und Treene. Vor- und Frühgeschichtliche Untersuchungen aus dem Museum vorgeschichtlicher Altertümer in Kiel. Band 1. Wachholtz, Neumünster 1937. (Veröffentlichung der Habilitationsschrift von 1935).
- Haithabu – eine germanische Stadt der Frühzeit. Wachholtz, Neumünster 1937. Zweite erweiterte Auflage 1938.
- Gemeinschaftsform und Herrschaftsbildung in frühgermanischer Zeit. Schriften der Wissenschaftlichen Akademie des nationalsozialistischen Dozentenbundes der Christian-Albrechts-Universität Kiel, Band 6. Wachholtz, Neumünster 1939.
- Die Ausgrabungen in Haithabu (1937–1939). Vorläufiger Grabungsbericht. Herausgegeben von der Forschungs- und Lehrgemeinschaft Das Ahnenerbe. Reihe B, Fachwissenschaftliche Untersuchungen, Abteilung: Arbeiten zur Ur-, Vor- und Frühgeschichte, Band 3. Ahnenerbe-Stiftungsverlag, Berlin-Dahlem 1943.
- Haithabu – Ein Handelsplatz der Wikingerzeit. Dritte, völlig neu überarbeitete Auflage. Wachholtz, Neumünster 1956.
- Die Römische Kaiserzeit und die Völkerwanderungszeit. Im Auftrage der Gesellschaft für Schleswig-Holsteinische Geschichte als Zweiter Band, 5. Lieferung der Geschichte Schleswig-Holsteins. Hrsg. Olaf Klose. Begründet von Volquart Pauls. Wachholtz, Neumünster 1966.
- Einführung in die Siedlungsarchäologie. De Gruyter, Berlin 1977, ISBN 3-11-004752-7.
- (Hrsg.) mit Reinhard Wenskus: Geschichtswissenschaft und Archäologie: Untersuchungen zur Siedlungs-, Wirtschafts- und Kirchengeschichte, herausgegeben für den Konstanzer Arbeitskreis für mittelalterliche Geschichte, Sigmaringen, Thorbecke-Verlag 1979, ISBN 978-3-7995-6622-3.